# ホーカー・ビーチクラフト
ホーカー・ビーチクラフト（Hawker Beechcraft Corporation）は、アメリカ合衆国の航空機メーカー。2007年にカナダの投資会社であるオネックスとGSキャピタル・パートナーズがレイセオン社傘下のレイセオン・エアクラフト・カンパニーを買収して合弁で設立された。
レイセオン・エアクラフト・カンパニーの事業を引き継ぎ、ホーカー・シドレーのホーカーブランド（ホーカー・シドレー HS.125）とビーチ・エアクラフトのビーチクラフトブランドで航空機の製造と販売を行っていた。
2012年に中国の北京卓越航空と事業の売却が協議されるも安全保障上の懸念による米国当局の介入で失敗し、現在はセスナと共にテキストロンの航空機部門テキストロン・アビエーション傘下となっている。

## 販売機種
- ホーカー 400 - 欧米各国の国際企業におる社用機のベストセラー機、日本国内で社用機として約10機登録機体有。
- ホーカー 800
- ビーチクラフト キングエア - アメリカ軍主要連絡機及び西側諸国各国空軍及び陸軍などが運用するベストセラー機。
- ビーチクラフト バロン - アフリカ大陸を中心とした陸軍組織や政府専用機、及び冷戦期の西側各国の陸軍航空隊や民間航空会社などでも練習機や連絡機として使用。高速で丈夫な造りと信頼性には定評があり、約半世紀以上に渡って生産された。
- ビーチクラフト ボナンザ - 第二次世界大戦終戦直後の1945年12月に初飛行を達成したが、現在まで生産が続いているベストセラーのレシプロ単発軽飛行機。軍用では、その派生形のT-34 メンターが初等練習機として名高く、日本では富士重工業がライセンス生産や独自改修を行い、その後継機もT-34をベースに設計された。
- ビーチクラフト プレミア - 「FJ44-2A型」エンジンを搭載した個人客用プレミア版ビジネスジェット。1998年に初飛行を達成したビジネスジェットで、航続距離は約1600海里.
- C-12 ヒューロン - アメリカ陸軍基地間連絡機など多用途機として運用される尉官専用輸送機。「キングエア200」型を原型に改修された軍用機。
- T-6 テキサンII - スイスのピラタス社が開発したターボプロップ練習機PC-9をアメリカ空軍とアメリカ海軍が発表した統合基本航空機訓練システム計画（JPATS計画）向けに「PC-9 Mk.II」として改造したもの。なお、原型機とは別に国外への売り込みも行われており、イギリス空海軍等で採用されている。

## 参考ページ
- Hawker Beechcraft - history